# ليندسي ماكنزي
ليندسي ماكنزي (بالإنجليزية: Lindsay McKenzie)‏ هي ممثلة بريطانية، ولدت في 28 يونيو 1985 في كيلمارنوك ‏ في المملكة المتحدة.

## وصلات خارجية
- ليندسي ماكنزي على موقع IMDb (الإنجليزية)